# الرعاية الصحية في ألمانيا

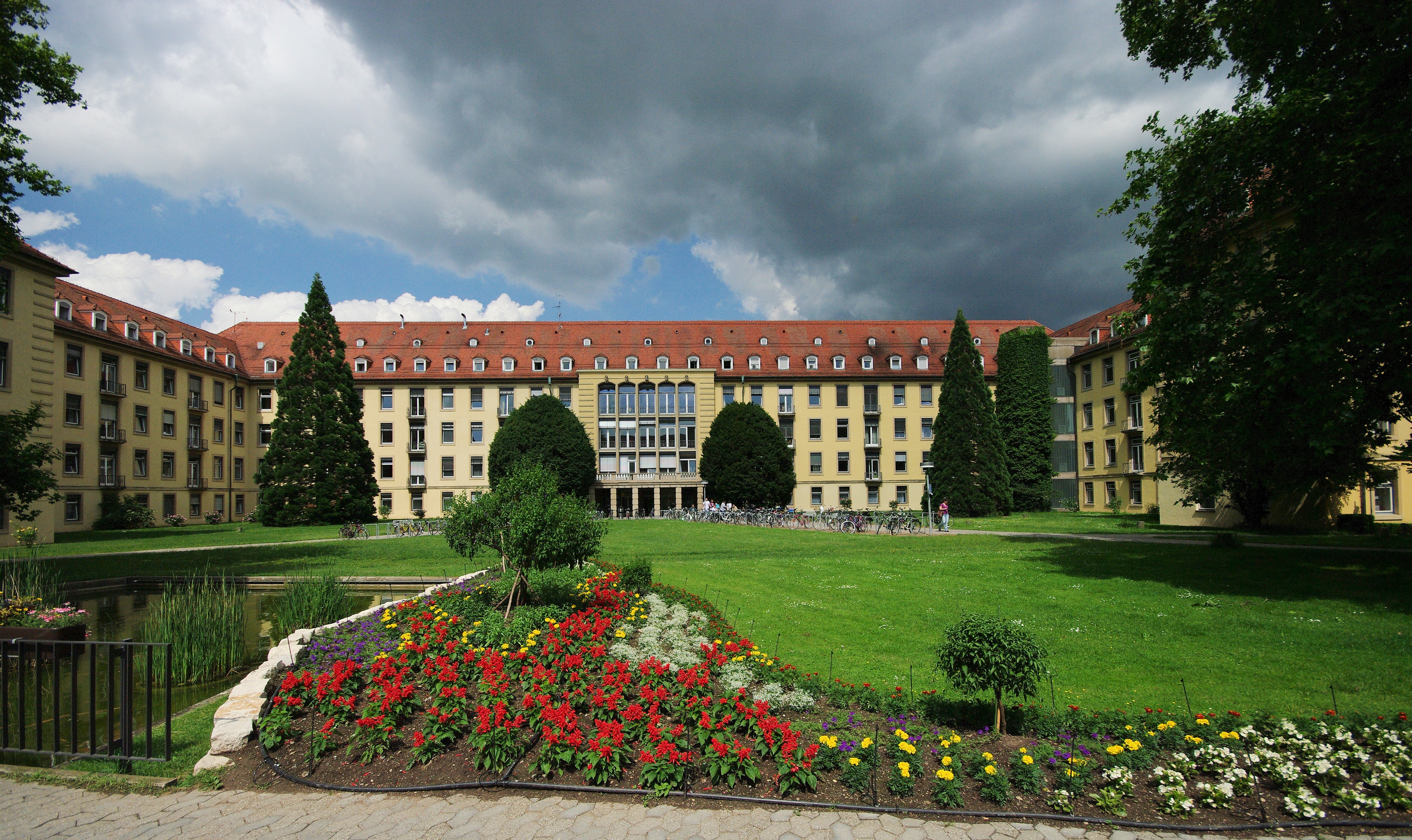

تملك ألمانيا نظام رعاية صحية عالمي متعدد الدافعين؛ يدفع تكاليفه التأمين الصحي القانوني (Gesetzliche Krankenversicherung) والتأمين الصحي الخاص (Private Krankenversicherung).
بلغ رأس المال في قطاع الصحة في عام 2010 نحو 368.78 مليار دولار أمريكي (287.3 مليار يورو)، أي ما يعادل 11.6% من الناتج المحلي الإجمالي (جي دي بّي)، ونحو 4,505 دولارًا أمريكيًا (3,510 يورو) لكل فرد، ووفقًا لمنظمة الصحة العالمية، مولت الحكومة نظام الرعاية الصحية في ألمانيا بنسبة 77%، والقطاع الخاص بنسبة 23% بحلول عام 2004. وصنفت ألمانيا سنة 2004 في المركز الثلاثين عالمياً في متوسط العمر المأمول (78 عاماً). كما أن لها نسبة منخفضة جداً لمعدل وفيات الأطفال (تقدّر بـ4.7 لكل 1.000 مولود حي)، وتأتي ألمانيا في المركز الثامن عالمياً في عدد الأطباء (بمعدل 3.3 طبيب لكل 1.000 شخص).و بلغ في سنة 2001 مجموع انفاق ألمانيا على الصحة 10.8 بالمائة من الناتج المحلي الإجمالي.
وفقًا لمؤشر المستهلك الصحي الأوروبي، الذي وضع ألمانيا في المركز السابع في بيانه عام 2015، امتلكت ألمانيا منذ فترة طويلة أكثر نظام رعاية صحي خالٍ من التقييد وموجه نحو المستهلك في أوروبا، إذ يستطيع المرضى الحصول على أي نوع تقريبًا من الرعاية الصحية التي يرغبون فيها متى أرادوا ذلك. يحتفظ النظام الصحي في ألمانيا حاليًا باحتياطي مسجل يتجاوز 18 مليار يورو، ما يجعله أحد أكثر أنظمة الرعاية الصحية قوةً في العالم.

## التاريخ

### من عام 1970 إلى الوقت الحاضر
منذ عام 1976، دعت الحكومة الألمانية إلى تشكيل لجنة سنوية تتألف من ممثلين عن رجال الأعمال والعمال والأطباء والمستشفيات والتأمين والصناعات الدوائية. تأخذ اللجنة بعين الاعتبار السياسات الحكومية وتقدم التوصيات إلى الجمعيات الإقليمية فيما يتعلق بأهداف النفقات الشاملة. وُضعت الحدود القصوى للنفقات بناءً على عمر السكان المحليين بالإضافة إلى الزيادات الإجمالية في الأجور. مع أن تعويضات مقدمي الرعاية الصحية تعتمد على أجور الخدمات، فإن المبلغ الذي سيُعوّض لكل خدمة يُحدد وفقًا لمعطيات سابقة لضمان عدم تجاوز أهداف الإنفاق. اعتُبرت رعاية الأجور -مثل تلك التي تقدمها المنظمات الأمريكية لصون الصحة- بمثابة آلية لاحتواء التكلفة، ولكنها تتطلب موافقة الجمعيات الإقليمية، ولم يتحقق ذلك.
بدأ العمل بطريقة الدفع المشترك في ثمانينيات القرن العشرين في محاولة لمنع فرط الاستخدام غير الضروري للخدمات الصحية وضبط التكاليف. انخفض متوسط مدة البقاء في المشفى في ألمانيا في السنوات الأخيرة من 14 يومًا إلى 9 أيام، لكن ما يزال أطول بكثير من متوسط البقاء في الولايات المتحدة، والبالغ 5 إلى 6 أيام. يُعزى الفارق جزئيًا إلى أن سداد تكاليف المستشفيات يعتمد أساسًا على عدد أيام البقاء في المستشفيات وليس على الإجراءات المقدمة للمريض أو الفحوصات التشخيصية. ارتفعت تكاليف الأدوية بصورة ملحوظة، إذ ازدادت بنسبة 60% تقريبًا من عام 1991 وحتى عام 2005. رغم المحاولات العديدة لاحتواء التكاليف، ارتفعت نفقات الرعاية الصحية الإجمالية إلى 10.7% من الناتج المحلي الإجمالي في عام 2005 مقارنةً بدول أوروبا الغربية الأخرى، لكنها كانت أقل بكثير من تلك التي أُنفقت في الولايات المتحدة (نحو 16% من الناتج المحلي الإجمالي).
بدءًا من عام 2009، أصبح النظام لا مركزيًا مع كل من الأطباء الممارسين الخاصين الذين يقدمون الرعاية الخارجية، والمستشفيات المستقلة غير الربحية التي تقدم معظم خدمات الرعاية للمرضى الداخليين. تشمل خطة «التأمين الصحي القانوني» قرابة 92% من السكان، وهي توفر مستوىً قياسيًا من التغطية النقدية من خلال أي من صناديق تمويل الأمراض العامة والخاصة، والبالغ عددها نحو 1100 صندوقًا. يُموّل التأمين القياسي من خلال مجموعة من اشتراكات الموظفين وأرباب العمل والدعم الحكومي، وذلك بناءً على مقياس يحدده مستوى الدخل. يختار أحيانًا العمال ذوو الدخل المرتفع دفع ضريبة والتخلي عن الخطة القياسية لصالح التأمين الخاص. لا ترتبط أقساط هذا الأخير بمستوى الدخل، وترتبط بدلًا من ذلك بالحالة الصحية. تاريخيًا، يُحدد مستوى تعويضات مقدمي خدمات الرعاية الصحية تجاه خدمات معينة من خلال إجراء مفاوضات بين جمعيات الأطباء الإقليمية وصناديق تمويل الأمراض.

## التنظيم
يُنظم نظام الرعاية الصحية من قبل اللجنة الفدرالية المشتركة (Gemeinsamer Bundesausschuss)، وهي منظمة صحة عامة مخولة بوضع لوائح ملزمة منبثقة من مشروعات قوانين الإصلاح الصحي التي يمررها المشرعون، إلى جانب القرارات الروتينية المتعلقة بالرعاية الصحية في ألمانيا. تتكون اللجنة الفدرالية المشتركة من 13 عضوًا، يحق لهم التصويت على هذه القوانين الملزمة. يتألف الأعضاء من ممثلين قانونيين عن تأمينات الصحة العامة والمشافي والأطباء وأطباء الأسنان وثلاثة أعضاء محايدين. ويوجد أيضًا خمسة ممثلين عن المرضى لديهم دور استشاري، ولا يُسمح لهم بالتصويت.
وضع القانون الألماني بشأن التأمين الصحي العام (Fünftes Sozialgesetzbuch) الاتفاق الإطاري للجنة. إحدى أهم المهام هي تحديد العلاجات والإجراءات التي يجب أن تدفعها التأمينات بموجب القانون، ومبدأ هذه القرارات هو أن كل علاج وإجراء يجب أن يكون مطلوبًا واقتصاديًا وكافيًا ومناسبًا.

## التأمين الصحي
التأمين الصحي في ألمانيا إلزامي لجميع السكان، وفي عام 2009 توسع نطاقه ليشمل الجميع بدلًا من الغالبية العظمى من السكان.
أُدرجت أسماء العمال والموظفين الذين تقل رواتبهم عن عتبة الدخل المرتفع نسبيًا التي تبلغ 60,750 يورو سنويًا (عام 2019) تلقائيًا في أحد «صناديق الأموال الخاصة بالأمراض» غير الربحية العامة والتي يبلغ عددها الحالي نحو 130 صندوقًا وبأسعار مشتركة لجميع الأعضاء، وتُدفع مستحقاتها بمساهمات مشتركة بين الموظف وصاحب العمل، إذ يدفع صاحب العمل نصف الاشتراك ويدفع الموظف النصف الآخر.
يجب على العمال الذين يعملون لحسابهم الخاص والعمال العاطلين عن العمل -الذين لا يحصلون على إعانات البطالة- دفع كامل الاشتراك بأنفسهم. يجري التفاوض على أجور مقدمي الرعاية في مفاوضة اجتماعية تشاركية معقدة بين هيئات معينة ذات إدارة ذاتية (مثل جمعيات الأطباء) على مستوى الولايات الفدرالية (Länder). فُوضت صناديق الأمراض بتقديم مجموعة من الفوائد الفريدة والواسعة، ولا يمكنها رفض العضوية أو التمييز على أساس اكتوازي (أي فيما يتعلق بشؤون التأمين). أُدرجت أيضًا أسماء المستفيدين من الرعاية الاجتماعية ضمن التأمين الصحي القانوني، وتدفع البلديات الاشتراكات نيابةً عنهم.
إلى جانب «التأمين الصحي القانوني» (Gesetzliche Krankenversicherung) الذي يغطي الغالبية العظمى من السكان المقيمين، فإن أولئك الذين لديهم دخل سنوي يزيد عن 60,750 يورو (2019) إضافةً إلى الطلاب والموظفين المدنيين يمكنهم -من أجل الخصول على تغطية تامة- اختيار التأمين الصحي الخاص (نحو 11% من السكان لديهم تأمين صحي خاص). يستفيد معظم الموظفين المدنيين من مخطط فوائد الموظفين الحكوميين الممول من الضرائب الذي يغطي نسبةً من التكاليف، ويغطي بقية التكاليف بعقد تأمين خاص.
قدمت شركات التأمين الخاصة مؤخرًا أنواعًا عديدة من التغطية المالية الداعمة كإضافة على حزمة فوائد التأمين الصحي القانوني (للنظارات مثلًا، وتوسيع التغطية السنية ورعاية سنية إضافية أو شمول أطقم سنية معقدة). ينقسم التأمين الصحي في ألمانيا إلى أجزاء عديدة. تغطي خطة تأمين صحي شامل القسم الأكبر الذي يبلغ 89% من السكان، تقدمها صناديق التأمين الصحي العامة القانونية المنظمة بشكل خاص من قبل تشريعات قانونية يضعها قانون التأمين الاجتماعي Sozialgesetzbuch V (إس جي بس في) الذي يحدد المعايير العامة للتغطية، تتحول هذه التغطية الصحية إلى حزم منافع تقدمها اللجنة الفدرالية المشتركة. تختار النسبة الباقية التي تقدر بـ 11% التأمين الصحي الخاص، وهذا يشمل موظفين حكوميين.
تعتمد مساهمات التأمين الصحي العام على رواتب العمال. تفرض شركات التأمين الخاصة اشتراكات متعلقة بالمخاطر. قد يؤدي هذا إلى توفيرات كبيرة للأفراد الأصغر سنًا الذين يتمتعون بصحة جيدة. مع تقدم العمر، تميل الاشتراكات الخاصة إلى الارتفاع، ولقد ألغى عدد من المؤمن عليهم خطة تأمينهم الخاص، وذلك من أجل العودة إلى التأمين الصحي القانوني، وهذا الخيار متاح الآن فقط للمستفيدين الذين تقل أعمارهم عن 55 عامًا.

## نظام الرعاية الصحية
تملك ألمانيا أقدم نظام رعاية صحية شامل في العالم، ويعود بالأصل إلى قانون أوتو فون بسمارك الاجتماعي، والذي يتضمن مشروع قانون التأمين الصحي لسنة 1883، ومشروع قانون التأمين ضد الحوادث سنة 1884، ومشروع قانون تأمين العجز والشيخوخة لسنة 1889. وذلك كتأمين صحي إلزامي، طبقت هذه القوانين عملياً بشكل أولي على عمال الدخل المنخفض وبعض الموظفين الحكوميين، وتوسعت التغطية في تشريعات لاحقة بشكل تدريجي لتغطي عملياً كامل السكان.
وتغطي حاليا 85 بالمائة من السكان خطة التأمين الصحي الأساسية المعدّة من السلطة التشريعية للدولة، التي تزود مستوى قياسي في التغطية. وتختار البقية التأمين الصحي الخاص الذي يعرض الكثير من المنافع الإضافية، هذا وقد حظى نظام الرعاية الصحية لألمانيا بـ 77 بالمائة من التمويل الحكومي بينما شكـّل التمويل الخاص 23 بالمائة في سنة 2004 وفقاً لمنظمة الصحة العالمية.
تعوّض الحكومة التكاليف جزئياً لعمال الأجور المتدنية، ذوي الدخل المحدود المقدّر من طرف الحكومة.
بينما يدفع أصحاب الأجور العالية قسطاً مستنداً على راتبهم. وقد يختارون التأمين الخاص الذي هو أغلى عموماً، ولكن السعر يعود بالأساس لمنفعة حالة الفرد الصحية.
وأتاح التعويض المادي مقابل الخدمة للكثير من الأطباء قبولهم بقانون التأمين الصحي وأعطاء البلد نظاماً صحياً منظماً من قبل المجتمعات الحكومية والمهنية.

## أنظمة التأمين
ألمانيا لها نظام دفع متعدد بنوعين رئيسيين للتأمين الصحي، حيث تعرض ثلاث إعانات صحية إلزامية ممولة بشكل مشترك من قبل رب العمل والمستخدم : هي التأمين الصحي، والتأمين ضد الحوادث، وتأمين عناية طويل الأجل.
التأمين ضد الحوادث يكون مغطى من قبل رب العمل ويغطي أساساً كل الأخطار لرحلات العمل ولموقع العمل.
العناية طويلة الأجل تكون مغطاة بالمناصفة بين رب العمل والمستخدم وتغطي الحالات التي يكون فيها الشخص غير قادر على إدارة نفسه في روتينه اليومي (كتوفير الغذاء، وتنظيف الشقة، والاعتناء بالنظافة الشخصية، إلخ) وتكون باقتطاع 2% من راتب الدخل السنوي أو التقاعدي، فيكون من جانب أرباب العمل بمثابة الهبة لصالح المستخدم.
وهناك نظامان مختلفان للتأمين الصحي : تأمين صحي عام، وتامين صحي خاص.
ويتنافس كلا النظامان مع زيادة تكلفة العلاج الطبي وتغيّر عدد السكان. وتشير النسبة إلى أن حوالي 87.5 % من الناس مغطين بالتأمين الصحي العام، بينما تصل نسبة المغطين بالتأمين الخاص إلى 12.5 % (ابتداءً من 2006).

## التأمين العام والخاص
كل العمال الذين يتقاضون رواتب يجب أن يكون لهم تأمين صحي، وحدهم المسؤولين العامين، وأصحاب الأعمال الحرة، والمستخدمون الذين لهم دخل مرتفع (بمعدل 50.000 يورو سنوياً) قد يسمح لهم بالانضمام للنظام الخاص.
ويوضع قسط التأمين من قبل وزارة الاتحاد الفيدرالي للصحة مستنداً على ثوابت من خدمات التغطية يحددها القانون الاجتماعي الألماني إلى خدمات ضرورية وكافية وفعّآلة اقتصادياً وذات معنى، ولا يعتمد على شروط الفرد.
بينما يكون في التأمين الخاص مستنداً على اتفاقية فردية بين شركة التأمين والفرد بتعريفه على مجموعة الخدمات المغطاة والنسبة المئوية لتغطيتها.